# Azé, Saône-et-Loire
Azé este o comună în departamentul Saône-et-Loire, Franța. În 2009 avea o populație de 1.034 de locuitori.

## Evoluția populației
| An        | 1975 | 1982 | 1990 | 1999 | 2006 | 2009  |
| --------- | ---- | ---- | ---- | ---- | ---- | ----- |
| Populație | 553  | 649  | 807  | 940  | 992  | 1.034 |